# 井之脇海
井之脇海（日语：／ Inowaki Kai；1995年11月24日—）是日本男演員，出身自神奈川縣，humanite旗下藝人。

## 作品列表

### 電視劇
- 四個謊言（2008年，朝日電視台）：飾演 西尾明
- 平清盛（2012年，NHK）：飾演 平維盛
- 多謝款待（2013年，NHK）：飾演 卯野照生
- 刑警110公斤 第5集（2013年5月23日，朝日電視台）：飾演 矢澤透
- 女城主 直虎（2017年，NHK）：飾演 小野萬福
- 雛鳥（2017年，NHK）：飾演 高島雄大
- 公主小屋 第1、5集（2016年11月22日，NHK BS Premium）
- 宮澤賢治的餐桌（2017年6月17日－7月15日，WOWOW Prime）：飾演 宮澤清六
- 青和我（2018年7月9日－8月13日，富士電視台）：飾演 我，主演
- 繼母與女兒的藍調 第6集－最終集（2018年8月14日－9月18日，TBS）：飾演 黑田大樹
  - 繼母與女兒的藍調 2020謹賀新年特別篇（2020年1月2日）
  - 繼母與女兒的藍調 2022年謹賀新年特別篇（2022年1月2日）
  - 繼母與女兒的藍調FINAL 2024年謹賀新年特別篇（2024年1月2日）
- 韋駄天～東京奧運故事～（2019年，NHK）：飾演 坂井義則
- 集團左遷!!（2019年4月21日－6月23日，TBS）：飾演 平正樹
- 教場（2020年1月4日、5日，富士電視台）：飾演 南原哲久
- 傳說中的母親（2020年2月1日－3月21日，NHK）：飾演
- 父親與兒子的地下偶像（2020年2月23日，WOWOW）：飾演 千堂勝喜
- SWITCH（2020年6月21日，朝日電視台）：飾演 曾田知基
- 默默奉獻的灰姑娘 ～醫院藥劑師的處方箋～（2020年7月16日－9月24日，富士電視台）：飾演 羽倉龍之介
- 春與蒼的便當盒（2020年10月12日－12月29日，BS東視）：飾演 佐藤蒼，跟吉谷彩子雙主演
- 鐵證懸案～真相之門～ 第3季 第1、2集（2020年12月5日、12日，WOWOW）：飾演 牛久明良
- 北光（2020年12月12日、19日，NHK）：飾演 竹內健吾
- 我家的故事（2021年1月22日－3月26日，TBS）：飾演 Pretty原
- 約定的灰姑娘（2021年7月13日－9月14日，TBS）：飾演 今井正弘
- GIVEN 被贈與的未來（2021年11月22日－12月27日，富士電視台）：飾演 梶秋彥
- 心胸咚咚（2022年，NHK）：飾演 矢作知洋
- 神木隆之介的撮休 第7集「友人的女友」（2022年2月18日，WOWOW）
- 津田梅子〜變成鈔票的留學生〜（2022年3月5日，朝日電視台）：飾演 神田乃武
- 石子與羽男：這種事能告嗎？ 第3話（2022年7月29日，TBS）：飾演 山田遼平
- 詐欺獵人（2022年10月21日－12月23日，TBS）：飾演 神志名將
- Pending Train－8時23分，明天和你在一起（2023年4月21日－6月23日，TBS）：飾演 加藤祥大
- 0.5的男人（2023年5月28日－6月25日，WOWOW）：飾演 川村
- ONE DAY（2023年10月9日－12月18日，富士電視台）：飾演 細野一
- 9Border（2024年4月9日－6月21日，TBS）：飾演 松嶋朔
- 怪醫黑傑克（2024年6月30日，朝日電視台）：飾演 長谷川啓介
- 晚餐藍調（2025年1月23日－，東京電視台）：飾演 田窪優太，跟金子大地雙主演
- 大膽狂徒 ＝ べらぼう(2025年1月期，NHK大河劇)：飾演 新之助
- 小鎮星熱點 最終集（2025年3月16日，日本電視台）：飾演 寺田
- 新聞主播 第3話（2025年4月27日，TBS）：飾演 栗林誠

### 電影
- 東京奏鳴曲（2008年9月）：飾演 佐佐木健二
- Another（2012年8月）：飾演 望月優矢
- 甜蜜泳池邊（2014年6月14日）：飾演 中山學長
- 帝一之國（2017年4月29日）：飾演 古賀平八郎
- 殺手寓言（2019年6月21日）：飾演 黑盬
- 殺手寓言 不殺人的殺手（2021年6月18日）：飾演 黑盬
- 那些得不到保護的人（2021年10月1日）：飾演 菅野健
- 小野田的叢林萬夜（2021年10月8日）：飾演 赤津勇一
- Musicophilia（2021年11月19日）：飾演 漆原朔，主演
- 貓咪逃跑了（2022年3月18日）：飾演 松山俊也
- 鳶（2022年4月8日）：飾演 健介
- 狗也不吃但查理會笑（2022年9月23日）：飾演 若槻廣人

### 網絡劇
- 咒怨之始（2020年7月3日，Netflix）：飾演 深澤哲也
- GIVEN 被贈與的未來（2021年7月17日－8月21日，FOD)：飾演 梶秋彥
- 今際之國的闖關者 第2季（2022年12月，Netflix）：飾演 松下苑治

## 外部連結
- 經紀公司個人資料頁面（日語）
- 井之脇海的Instagram帳戶